# Ігокиничі
Ігокиничі (рос. Игокиничи) — присілок у Лодєйнопольському районі Ленінградської області Російської Федерації.
Населення становить 283 особи. Належить до муніципального утворення Альоховщинське сільське поселення.

## Історія
Згідно із законом від 20 вересня 2004 року № 63-оз належить до муніципального утворення Альоховщинське сільське поселення.

## Населення
| 1838 | 1862 | 1997 | 2007 | 2010 | 2014 | 2015 |
| ---- | ---- | ---- | ---- | ---- | ---- | ---- |
| 47   | ↗69  | ↗243 | ↗286 | ↘269 | ↗284 | ↗287 |
| 2016 |      |      |      |      |      |      |
| ↘283 |      |      |      |      |      |      |